# Pedro Ferreira Maciel

Pedro Ferreira Maciel (Palmeira, 28 de julho de 1832 – 12 de abril de 1898) foi um político brasileiro.
O coronel Pedro Ferreira Maciel foi pai de Ottoni Ferreira Maciel, ambos descendentes de Baltasar Carrasco dos Reis. O coronel Pedro Maciel pertencia ao Partido Liberal e exerceu grande influência político no estado, principalmente na transição do regime monárquico para o republicano, bem como, chefe político local (Palmeira) desde a emancipação da cidade em 1870.

## Biografia
Filho de d. Rosa Maria de Jesus Maciel e do major Teodoro Ferreira Maciel, Pedro Ferreira nasceu no interior do Paraná (Palmeira) e herdou grandes extensões de terra, bem como, o controle político local.
Foi importante figura na elevação e instalação da Câmara Municipal da Vila da Palmeira, em 1870.
Exerceu o cargo de deputado estadual em duas gestões; de 1888 a 1889 (ainda como deputado provincial) e de 1891 a 1892, sendo eleito no pleito de 1º de abril de 1891 para a Assembleia Constituinte (do Paraná) no governo republicano. Em período monárquico, ajudou a instalar colônias russas e alemãs em sua base política (na cidade de Palmeira). Posteriormente doou parte de suas terras para a instalação de uma colônia polonesa.
Por ocasião da Revolução Federalista, prestou relevantes serviços ao governo legal.
Pedro Ferreira Maciel faleceu, em sua terra natal, no dia 12 de abril de 1898, transferindo seu legado político ao seu filho, Ottoni.